# The Big Lebowski (Original Motion Picture Soundtrack)
| Recensione | Giudizio |
| ---------- | -------- |
| AllMusic   |          |

The Big Lebowski (Original Motion Picture Soundtrack) è una compilation, pubblicata il 10 febbraio 1998 e contenente la colonna sonora del film Il grande Lebowski (The Big Lebowski).

## Descrizione
La colonna sonora del film, pubblicata in CD il 10 febbraio 1998, è composta da una miscela di vari genere musicali, comprendenti musica operistica, folk, pop, jazz, exotica e rock. Tra gli altri compaiono brani di Elvis Costello (My Mood Swings), Bob Dylan (The Man in Me), Nina Simone (I Got It Bad and That Ain't Good), Yma Sumac (Ataypura), Kenny Rogers (Just Dropped In), Piero Piccioni (Traffic Boom, brano tratto dalla colonna sonora di Tutto a posto e niente in ordine), Henry Mancini (Lujon).

## Tracce
1. Bob Dylan – The Man In Me – 3:08 (Bob Dylan)
2. Captain Beefheart – Her Eyes Are A Blue Million Miles – 2:54 (Don Van Vliet)
3. Elvis Costello – My Mood Swings – 2:10 (Cait O'Riordan, Elvis Costello)
4. Yma Sumac – Ataypura – 3:03 (Moises Vivanco)
5. Piero Piccioni – Traffic Boom – 3:15 (Piero Piccioni)
6. Nina Simone – I Got It Bad And That Ain't Good – 4:07 (Duke Ellington, Paul Francis Webster)
7. Moondog with Orchestra – Stamping Ground – 5:16 (Louis Hardin)
8. Kenny Rogers & The First Edition – Just Dropped In (To See What Condition My Condition Was In) – 3:20 (Mickey Newbury)
9. Meredith Monk – Walking Song – 2:55 (Meredith Monk)
10. Ilona Steingruber, Anton Dermota & The Austrian State Radio Orchestra – Glück Das Mir Verblieb (dall'opera Die tote Stadt) – 5:07 (Erich Wolfgang Korngold)
11. Henry Mancini – Lujon – 2:38 (Henry Mancini)
12. Gipsy Kings – Hotel California – 5:47 (Don Felder, Don Henley, Glenn Frey)
13. Carter Burwell – Wie Glauben – 3:21 (Carter Burwell)
14. Townes Van Zandt – Dead Flowers – 4:47 (Mick Jagger, Keith Richards)

Durata totale: 51:48